# Јовско језеро
Јовско језеро (рус. Ио́вское водохрани́лище) вештачко је језеро настало преграђивањем корита реке Ковде. Налази се на крајњем северозападу европског дела Руске Федерације, односно на граници између Карелије и Мурманске области. Чини га неколико мањих ујезерених површина (Сушозеро, Ругозеро, Соколозеро, Тумчаозеро) које су претворене у јединствену акваторију након градње бране на реци Ковди 1960−1961. године.
Површина језера је 294 км², максимална дужина до 58 километара, а ширина до 10 км. Просечна дубина воде у језеру је око 7 метара, а колебање нивоа воде у језеру креће се у распону од око 2 метра. Запремина воде у језеру је око 2,06 км³.
Вода из језера користи се за потребе енергетике, водоснабдевања, транспорта дрвне грађе и риболова.